# آرمان لو موآل
آرمان لو موآل (فرانسوی: Armand Le Moal‎; ۱۵ مارس ۱۹۱۳ – ۲۷ ژوئیهٔ ۱۹۹۹) دوچرخه‌سوار اهل فرانسه بود.